# Anthony Caci
Anthony Caci [kaˈsi] (* 1. Juli 1997 in Forbach, Département Moselle) ist ein französischer Fußballspieler. Er spielte seit seiner Jugend bei Racing Straßburg und kam dort ab 2016 in der Profimannschaft auf verschiedenen Defensivpositionen zum Einsatz. Seit der Saison 2022/23 steht er beim deutschen Bundesligisten 1. FSV Mainz 05 unter Vertrag.
Caci bestritt zwei Einsätze für die französische U21-Nationalmannschaft und nahm mit der Olympiaauswahl an den Olympischen Sommerspielen 2021 in Tokio teil.

## Karriere

### Verein
Caci wurde im lothringischen Forbach an der deutschen Grenze geboren. Er trat als Sechsjähriger Stade Olympique Merlebach, einem Amateurverein aus dem nahegelegenen Freyming-Merlebach, bei und spielte danach für ES Petite-Rosselle, EN Saint-Avold sowie die SG Marienau in Forbach. Er absolvierte Aufnahmetests bei den Jugendabteilungen der regionalen Profivereine FC Metz und AS Nancy, wurde aber als körperlich zu schwach eingestuft. Im Jahre 2011 wechselte er schließlich ins Elsass in die U14 von Racing Straßburg und durchlief dort die weiteren Jugendmannschaften. Nach einem Insolvenzverfahren und dem sportlichen Neuanfang im Jahre 2011 in der Fünftklassigkeit war Racing zunächst der Profistatus aberkannt und damit auch die finanzielle Basis der Jugendarbeit entzogen worden, sodass Cacis in Stiring-Wendel lebende Familie zeitweise zur Finanzierung seines Besuchs der Jugendakademie (Centre de formation) beitragen musste.
Ab Sommer 2016 kam Caci schließlich zu ersten Einsätzen in der inzwischen wieder in die Ligue 2 aufgestiegenen Profimannschaft von Racing. Zunächst spielte er als 19-Jähriger ein Spiel im Ligapokal, kam im Oktober erstmals zu einem Kurzeinsatz in der Liga und im Januar 2017 zu einem Spiel in der Coupe de France 2016/17. Ansonsten sammelte er Spielpraxis in der Reservemannschaft auf Amateurebene im Championnat de France Amateur, der französischen vierten Liga. Zur Saison 2017/18 kehrte Racing Straßburg nach neun Jahren in die Ligue 1 zurück. Im ersten Jahr nach dem Aufstieg reichte es für Caci bei den Profis lediglich für einige Spiele auf der Ersatzbank. In der Saison 2018/19 lief er schließlich 29-mal für die Profimannschaft in der Ligue 1 auf, teils in der Innenverteidigung, teils als Linksverteidiger. Mit seinem Team erreichte er einen Mittelfeldplatz in der Liga und gewann mit den Elsässern die Coupe de la Ligue 2019. Durch diesen Erfolg qualifizierten sich die Straßburger für die zweite Qualifikationsrunde zur UEFA Europa League. Es war für Racing Straßburg die erste Qualifikation für einen internationalen Wettbewerb seit 14 Jahren; Anthony Caci konnte am Wettbewerb jedoch wegen einer im Mai 2019 erlittenen Knie- und Oberschenkelverletzung nicht teilnehmen. Als er im Oktober 2019 nach fünf Monaten wieder genesen war, war sein Team bereits ausgeschieden, und auch die ersten neun Spieltage der Saison 2019/20 hatte er verpasst. Seitdem war der 1,86 m große Rechtsfüßer Stammspieler auf der Linksverteidigerposition. In der Saison 2020/21 entging Caci mit dem Team nur knapp dem Abstieg in die Ligue 2, in der Folgesaison hingegen verpasste er mit der Mannschaft unter Trainer Julien Stéphan erst am letzten Spieltag die Qualifikation für einen europäischen Pokalwettbewerb. Sein Vertrag bei Racing lief bis 30. Juni 2022.
Zur Saison 2022/23 wechselte Caci ablösefrei zum deutschen Bundesligisten Mainz 05. Er unterschrieb Anfang Januar 2022 einen bis 2026 laufenden Vertrag. Im Saisonverlauf gehörte er zur Stammelf der Mainzer und kam in 31 der 34 Bundesligaspiele zum Einsatz. Auch in der Folgesaison war Caci Stammspieler, er kam ebenfalls in 31 Ligaspielen zum Einsatz.

### Nationalmannschaft
Im Juni 2019 absolvierte Caci in der Vorbereitung auf die U21-Europameisterschaft 2019 gegen Belgien und Österreich zwei Freundschaftsspiele für die französische U21-Nationalmannschaft. Bei der EM in Italien und San Marino gehörte er zum französischen Kader, kam allerdings nicht zum Einsatz. 
Mit der französischen Olympiaauswahl schied er bei den Olympischen Sommerspielen 2021 in Tokio nach der Gruppenphase aus. Er kam in jedem der drei Gruppenspiele zum Einsatz und hatte kurz vor den Olympischen Spielen bereits ein Vorbereitungsspiel mit der Olympiaauswahl bestritten.